# حادث تحطم طائرة باين ستيوارت
حادث تحطم طائرة باين ستيوارت طائرة ليرجيت 35 كانت تحمل علي متنها 4 ركاب و2 من أفراد الطاقم في رحلة طيران من أورلاندو إلي دالاس في 25 أكتوبر 1999 وبعد 14 دقيقة من الإقلاع كان مراقب الحركة الجوية بمدينة جاكسونفيل ويزلي كويتش لم يتلقي آي أتصال من طائرة ليرجيت وبعد الوصول إلي ارتفاع الطائرة المحدد 39 ألف قدم (11 كم و900 متر) عندها تخطت الارتفاع المحدد وأدرك المراقب ويزلي كويتش بمشكلة وإرتفعت الطائرة بسرعة 774 كم/س حتي بقيت علي ارتفاع 46,400 قدم (19 كم و300 متر) وعلي بعد 20 كم (12,5 قدما) جنوبي مدينة أبردين بولاية داكوتا الجنوبية وميل واحد (كم واحد و600 متر) جنوبي مدينة مينا بولاية داكوتا الجنوبية في مزرعة للقمح تحطمت بسرعة 872 كم/س مسببة مقتل جميع الركاب والطاقم البالغ عددهم 6 أشخاص.

## المسار المحدد وغير المحدد للطائرة

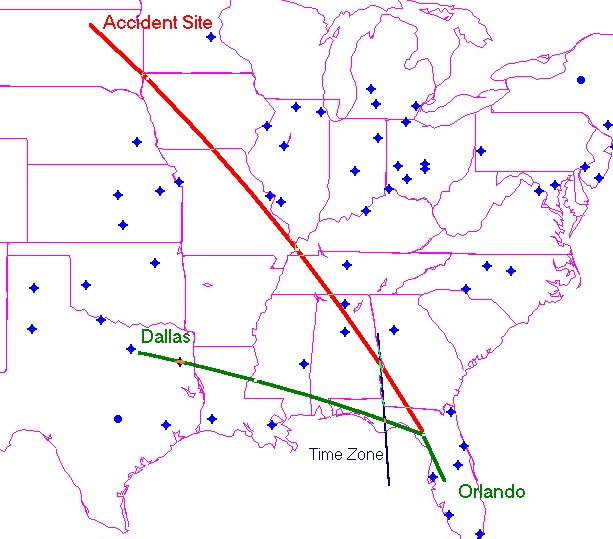
اللون الأخضر يظهر مسار الطائرة المحدد الذي كان يتطلب التحليق علي إرتفاع 39 ألف قدم (11 كم و900 متر) بسرعة 774 كم/س فوق مدينة كروس سيتي ثم الانعطاف غربا نحو دالاس واللون الأحمر يظهر مسار الطائرة غير المحدد للتحليق نحو الشمال الشرقي وقطع 8 ولايات أمريكية والطيران فوق منطقة ممفيس بولاية تينيسي

مسارها كان يتطلب التحليق علي ارتفاع 39 ألف قدم (11 كم و900 متر) بسرعة 774 كم/س فوق مدينة كروس سيتي ثم الانعطاف غربا نحو دالاس وبدلا من ذلك حلقت الطائرة نحو الشمال الشرقي وقطعت 8 ولايات أمريكية وطارت فوق منطقة ممفيس بولاية تينيسي.

## الأعتراض الأول
عند الساعة 9:54 كان طيار اختبار القوات الجوية الأمريكية يقود طائرة جنرال دايناميكس إف-16 فايتينغ فالكون التابعة لرحلة اختبار السرب 40 من قاعدة ايغلين الجوية بمدينة فالبارايسو يحلق خلف الطائرة ولم يجد أضرار بجسم الطائرة وكانت الطائرة ترتفع وتهبط من وإلي 50 مترآ وكان طيار اختبار القوات الجوية الأمريكية جنرال دايناميكس إف-16 فايتينغ فالكون قد أعلن انسحابه والهبوط بقاعدة سكوت الجوية بمدينة بلفيل بولاية إلينوي بعد 18 دقيقة.

## الأعتراض الثاني
عند الساعة 11:13 كانت طائرتي القوات الجوية الأمريكية جنرال دايناميكس إف-16 فايتينغ فالكون التابعة للجناح المقاتل 138 من حرس أوكلاهوما الوطني الجوي بمدينة أوكلاهوما سيتي تحت أسم تولسا الرحلة 13 يحلقان خلف الطائرة وقال الطاقم بإن المقصورة مظلمة وباردة و90% مليئة بالصقيع وعند الساعة 11:39 بعد 26 دقيقة كانت أحد طائرتي تولسا الرحلة 13 تحتاج للتزود بالوقود جوا.

## الأعتراض الثالث
بعد 11 دقيقة عند الساعة 11:50 كانت طائرتي القوات الجوية الأمريكية جنرال دايناميكس إف-16 فايتينغ فالكون التابعة للجناح 119 من حرس داكوتا الشمالية الوطني الجوي بمدينة فارغو تحت أسم نوداك الرحلة 32 يحلقان خلف الطائرة وقال الطيار جو ديلا فيدوفا والمساعد أول العقيد كينت آر. أولسون بإن المقصورة مظلمة وباردة و90% مليئة بالصقيع لتأكيد ما قاله طياري تولسا الرحلة 13 وأصبحت الطائرة الآن طائرة أشباح وبعد 5 دقائق ونصف كان الطيار جو ديلا فيدوفا يحتاج للتزود بالوقود جوا وأبتعد عن الطائرة الخاصة وقال قبل الابتعاد أنا لا أعرف أين جاء ذلك الشئ وبعد 5 دقائق ونصف آخري كان طائرة تولسا الرحلة 13 يتزود بالوقود جوا وهي بقرب الطائرة الخاصة.

## التحطم

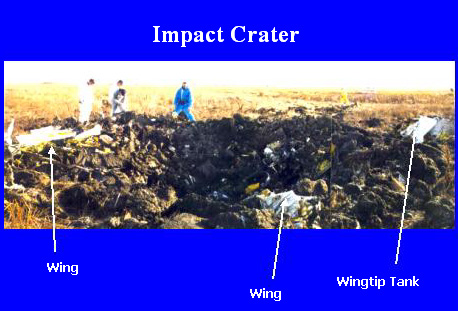
موقع التحطم حيث الجناحان الأيمن والأيسر وطرف الجناح الأيمن

عند الساعة 12:10 نفذت الوقود من الطائرة والمحرك الأيمن كانت قد أنطفات وتبعه المحرك الأيسر وتدحرجت الطائرة لليمين مسببة سقوطها بشكل عمودي كان الطائرة الثانية نوداك الرحلة 32 التابعة للمساعد أول العقيد كينت آر. أولسون أتجهت للغرب وقال أحذروا الطائرة تنعطف وطيار تولسا الرحلة 13 أنتهت من التزود بالوقود جوا وذهب إلي الطائرة ولكنها أختفت داخل السحب وسجل المسجل الصوتي لقمرة القيادة آخر 30 دقيقة من الرحلة وأوضح التسجيل بإن ذلك صوت نظام تحذير الاقتراب الأرضي وتسجيل بيانات الرحلة نجا من الحادث وأوضح بإن الطائرة هبطت هبوطا دائريا وقبل الأصطدام كانت الطائرة عمودية ولكنها كانت تدور لليمين وعند الساعة 12:13 بعد 3 ساعات و54 دقيقة من الرحلة تحطمت الطائرة في مزرعة للقمح بمقاطعة إدموندز علي بعد 20 كم (12,5 قدما) غربي مدينة أبردين بولاية داكوتا الجنوبية وعلي بعد حوالي ميل واحد (كم واحد و600 متر) جنوبي مدينة مينا بولاية داكوتا الجنوبية.

## الطائرة وإفلاس الشركة
الطائرة قامت برحلتها الأولي في 13 مارس 1976 وسلمت في 8 أبريل 1976 لشركة إم إي إس أي للبترول وسلمت لثمانية شركات طيران خاصة قبل صنجيت للطيران في 14 سبتمبر 1999 وكانت قد خدمت الشركة لمدة شهر و11 يوما وأفلست الشركة في 26 أكتوبر 1999 بعد يوم واحد من الحادثة لأنها كانت الطائرة الوحيدة للشركة.

## الطاقم والركاب
| أسم الشخص           | يوم الولادة    | العمر | العمل                          | نوع الطائرات                                                                     | ساعات الطيران |
| ------------------- | -------------- | ----- | ------------------------------ | -------------------------------------------------------------------------------- | ------------- |
| مايكل كلينج         | 30 يناير 1956  | 43    | طيار حربي سابق ومدني سابق وخاص | بوينغ كيه سي -135 وبوينغ إي-3 سينتري وبوينغ 707 وبوينغ 720 وبوينغ 737 وليرجيت 35 | 4,280         |
| ستيفاني بيلليجاراجي | 14 مارس 1972   | 27    | مساعدة طيارة خاصة              | سيسنا سايتيشن الأولي وليرجيت 35                                                  | 1,751         |
| باين ستيوارت        | 30 يناير 1957  | 42    | لاعب الغولف الأمريكي الشهير    |                                                                                  |               |
| فان أردان           | 23 أكتوبر 1954 | 45    | وكيل باين ستيوارت              |                                                                                  |               |
| روبرت فرالي         | 3 فبراير 1953  | 46    | وكيل باين ستيوارت              |                                                                                  |               |
| بروس بورلاند        | 4 نوفمبر 1958  | 40    | وكيل باين ستيوارت              |                                                                                  |               |